# Marcellin Theeuwes
Pour les articles homonymes, voir Theeuwes.
Marcellin Theeuwes (O. Cart.), né le 12 mai 1936 à Gilze en Rijen près de Breda (Pays-Bas) et mort le 1er janvier 2019 à Toulon (France), est un moine chartreux néerlandais qui fut prieur général de son ordre de 1997 à 2012.

## Biographie
Marcellin Theeuwes naît sous le nom de Jacobus « Jac » Johannes Maria Theeuwes dans une famille de sept enfants dont il est le benjamin. Très jeune il est attiré par la vocation monastique et entre en contact avec l'abbaye cistercienne de Mariënkroon à Nieuwkuijk dans le Brabant-Septentrional, aujourd'hui désaffectée (fondée par les cisterciens français de Pont-Colbert, chassés de Versailles par les lois anticatholiques de la Troisième République). L'abbaye ferme faute de vocations en 2016.
Par ses lectures il connaît l'histoire et la spiritualité des chartreux, ordre religieux fondé par saint Bruno en 1084. Il se décide à entrer à la chartreuse de Sélignac le 7 décembre 1961, prenant le nom de religion de « Marcellin ». Il est ordonné prêtre le 25 juin 1966 et prononce ses vœux de profès perpétuel le 8 décembre 1966. Il est élu prieur de la chartreuse de Mougères en juin 1973 puis est transféré à la chartreuse de Montrieux en 1977; il en devient le prieur en avril 1983.
En juin 1997, il est appelé à la Grande Chartreuse par le prieur général Dom André Poisson, puis il est élu prieur après la démission de Dom Poisson en 1997 et devient donc ministre général de l'Ordre des Chartreux et soixante-douzième successeur de saint Bruno. C'est également le quatrième Néerlandais à cette charge. 
Pendant son priorat, il veille à l'union entre les dix-neuf communautés cartusiennes d'hommes sur trois continents et des cinq communautés de femmes (en France, en Italie et en Espagne) que compte alors sa famille religieuse. Il est également à l'origine de la mobilisation pour la préservation et la restauration des Cartes de Chartreuse. Il demande en 2012 à pouvoir démissionner pour raisons de santé, ce que le pape Benoît XVI lui accorde en août 2012. Le T. R. P. Dom François-Marie Velut lui est élu comme successeur en septembre de la même année. Après s'être remis d'une longue maladie, le T. R. P. Theeuwes prend part de nouveau à des colloques publics, comme en juillet 2015 aux rencontres de Taizé. 
Il meurt le 2 janvier 2019 à la chartreuse de Méounes-lès-Montrieux dans le département du Var.

## Article
- Presses de Taizé (éd.): L'Actualité de la vocation monastique ou religieuse: Actes du colloque international, Taizé, 5-12 juillet 2015, Taizé-Communauté (Saône-et-Loire), 2016 (avec un article du R. P. Theeuwes)